# Власатиця
Власа́тиця (болг. Власатица) — село у Врачанській області Болгарії. Входить до складу общини Враца.

## Населення
За даними перепису населення 2011 року у селі проживали 354 особи.
Національний склад населення села:
| Національність   | Кількість осіб | Відсоток |
| ---------------- | -------------- | -------- |
| болгари          | 329            | 93,2%    |
| цигани           | 22             | 6,2%     |
| турки            | 0              | 0%       |
| Всього відповіли | 353            |          |

Розподіл населення за віком у 2011 році:
Динаміка населення: